# Lillsjötjärnen, Ångermanland
Lillsjötjärnen är en sjö i Sollefteå kommun i Ångermanland och ingår i Ångermanälvens huvudavrinningsområde. Sjön har en area på 0,0791 kvadratkilometer och ligger 221,8 meter över havet. Sjön avvattnas av vattendraget Stämmaåmyrbäcken.

## Delavrinningsområde
Lillsjötjärnen ingår i det delavrinningsområde (702507-158049) som SMHI kallar för Utloppet av Lillsjötjärnen. Medelhöjden är 248 meter över havet och ytan är 0,49 kvadratkilometer. Räknas de 6 avrinningsområdena uppströms in blir den ackumulerade arean 10,61 kvadratkilometer. Stämmaåmyrbäcken som avvattnar avrinningsområdet har biflödesordning 4, vilket innebär att vattnet flödar genom totalt 4 vattendrag innan det når havet efter 47 kilometer. Avrinningsområdet består mestadels av skog (84 procent). Avrinningsområdet har 0,08 kvadratkilometer vattenytor vilket ger det en sjöprocent på 15,8 procent.